# Acmopolynema ussuricum
Acmopolynema ussuricum is een vliesvleugelig insect uit de familie Mymaridae. De wetenschappelijke naam is voor het eerst geldig gepubliceerd in 2001 door Berezovskiy & Triapitsyn.